# Balfour (Nouvelle-Zélande)
Pour les articles homonymes, voir Balfour (homonymie).
Balfour est une petite localité située dans la région du Southland de l’Île du Sud de la Nouvelle-Zélande.

## Population
Selon le recensement de 2001 en Nouvelle-Zélande, la ville a une population de résidents habituels de 135 personnes, inchangée par rapport au recensement précédent de 1996 .

## Toponymie
Concernant le nom de Balfour, les avis divergent.
Selon un rapport, le nom fut donné à la ville d’après celui d’un employé de la compagnie Waimea, qui vivait là.
Sinon le nom viendrait de James Melville Balfour , un ingénieur de la marine travaillant pour le gouvernement de la Nouvelle-Zélande  ou de l’oncle de  Robert Louis Stevenson .

## Situation
La ville de Balfour est située entre de la chaîne des Hokonui Hills et le fleuve Mataura, qui s’écoule dans la plaine de Waimea (en).
Elle est située à environ 15 kilomètres  au sud-est de la ville de Lumsden.
Elle est localisée sur le tracé de la route State Hyghway 94/S H 94, qui est la principale route reliant la ville de Gore avec la destination touristique de fjords de Milford Sound.

## Chemin de fer
En 1880, la ligne de chemin de fer de la ligne de la plaine de Waimea (en) fut ouverte et elle reliait la ville de Gore sur le trajet de la ligne principale de l’île du sud (en) avec la ville  de  Lumsden  sur l’embranchement de la branche de Kingston (en) qui traversait la ville de Balfour.
La ligne fut un lien économique important pendant plusieurs années et à l’origine du train nommé Kingston Flyer (en), qui donne son nom aujourd’hui au train touristique de Kingston Flyer allant jusqu’à la ville de Kingston en passant à travers la ville de Balfour sur son trajet en direction de Gore ou Dunedin et qui a fonctionné de 1890 jusqu’en 1957.
Avec l’amélioration des transports routiers et les changements des réglementations par le gouvernement, le chemin de fer a perdu sa rentabilité et en 1971, la plupart des lignes ont été fermées.
La ville de Balfour est maintenant devenue le terminus d’une courte branche ferroviaire venant de Lumsden et on espérait que le transport des grains venant des fermes alentour pourrait fournir un trafic suffisant pour garder la ligne ouverte.
Malheureusement la quantité du trafic nécessaire venant de Balfour n’est pas restée suffisante et le chemin de fer a dû fermer le 15 janvier 1978.
Aujourd’hui la plate-forme de la vielle station de Balfour a été incorporée dans une aire de jeux pour les enfants .

## Économie
L’industrie de la ville est dominée par l’agriculture.
Dans les zones alentour, le bétail, la culture des céréales et l’élevage des cerfs sont ainsi les activités couramment pratiquées.
Les fermes laitières sont redevenues une économie importante dans les années récentes et une laiterie fonctionnait autrefois dans la ville.
La fabrication de la chaux débuta en 1910 mais l’usine ferma récemment .

## Sport
La ville de Balfour accueille tous les ans un tournoi de rugby à sept.
Ce tournoi implique par définition des équipes de la région du Southland et celles d’Otago.
C’est aussi un lieu populaire pour la pèche sportive à la truite